# Evermore (ミニアルバム)
「evermore」（エヴァーモア）は、日本のロックバンドAliasが2011年7月31日にリリースした、配信限定のミニアルバム。

## 概要
- 「Global Debut Album」という触れ込みでトレーラーが公開され、20カ国以上のiTunes Store、Amazon mp3でリリースされた。
- Amazon mp3 ロックカテゴリベストセラー初登場2位を獲得している。
- 公式サイトでは収録曲の歌詞をPDFファイルで無料配布しており、現在も入手可能。
- ジャケットのアートワークはイラストレーターの江河サツキによるもの。
- このアルバムまで、Kurenai（キーボード）が在籍しており、6人編成だった。

## 収録曲
1. True
(作詞：Mai / 作曲：KiYO / 編曲：Alias)
  - 後に着うたフルとしてシングルカット配信されている。
  - 歌詞にある「解け。自戒のその糸を─」は、このアルバムのキャッチコピーになっており、東日本大震災発生当時、日本の誰もが経験した「自粛ムード」へのルサンチマンだと明かしている[1]。
2. ツメタイナミダ (Cold Tears)
(作詞：Mai / 作曲：KiYO / 編曲：Alias)
  - WebTV番組『LOVE JAPAN(主演:Cheesie)』OPテーマ
  - MySpace Japanモバイルランキング初登場1位
3. the World is mine
(作詞：Mai / 作曲：KiYO / 編曲：Alias)
  - feat. BOKKADENcI (Chiptune)
  - 全編にわたってフィーチャーされている8ビットサウンドは、ゲームボーイの実機を用いて制作されたもの[2]。
4. Here
(作詞：Mai / 作曲：KiYO / 編曲：Alias)
  - Windows専用ゲーム「爆音の世代、沈黙の世界」最終章OPテーマ
5. evermore (Album ver.)
(作詞：Mai / 作曲：KiYO / 編曲：Alias)
  - アルバム収録にあたり、リマスタリングされている。
  - MySpaceうたフルダウンロードランキング初登場1位
  - MySpace Japanネクストブレイカー
  - FM千里2009年9月度Power Play
6. 巡 (Meguru)
(作詞：Mai / 作曲：KiYO / 編曲：Alias)
  - この曲についてKiYOは「本当に色んな事を思い出すから、自分から聴く事は殆どないと思います」「他との調和はハナから考えてませんし、この曲自体を何らかの娯楽にあてるつもりもない」等と綴っている[3]。
  - 東日本大震災復興祈念チャリティーソング
7. Lament (Instrumental)
(作曲：KiYO / ピアノ即興演奏：Mai)
  - ツメタイナミダのメロディーがモチーフ。Maiがスタジオで弾いたピアノを収録している[4]。